# Musée olympique
Le musée olympique est un musée consacré à l'histoire des Jeux olympiques inauguré le 23 juin 1993 à Lausanne en Suisse. Il est situé sur les hauteurs du quai d'Ouchy au bord du Léman. Il abrite des expositions permanentes et temporaires autour du sport et du mouvement olympique.
Il est entouré d'un parc exposant de nombreuses œuvres d'art ayant pour thème le sport.

## Histoire
Le musée olympique est fondé sous l'impulsion de Juan Antonio Samaranch qui s'est fixé la création à Lausanne d'un musée et d'un centre d'étude olympique. Il est le deuxième musée le plus visité de Suisse.
Les architectes du musée sont Miguel Espinet pour l'intérieur, Pedro Ramírez Vázquez et Jean-Pierre Cahen pour l'extérieur. Le style architectural du bâtiment est d'un modernisme classique. Ses lignes simples et épurées ont un caractère aussi intemporel que possible mais de nombreux symboles rappellent l'esprit et l'origine des Jeux olympiques.
Il a reçu le prix du musée européen de l'année en 1995 et est inscrit comme bien culturel suisse d'importance nationale.
Le musée a été entièrement rénové par les architectes suisses Brauen Wälchli Architectes et Tekhne SA. Il a rouvert ses portes fin 2013. L'intégralité des espaces d’hospitalité ont été repensés (restaurant, boutique, vestiaires, salles de séminaires).
Il a également reçu le Grand Prix AVICOM Claude-Nicole Hocquard lors du FIAMP en 2014, en reconnaissance de l'excellence d'une production media et de son intégration dans une exposition muséale, pour les audiovisuels « Inside the race » et « Opening Cérémonie ».

## Expositions

Logo du musée.

Le musée présente des expositions temporaires et des expositions permanentes sur trois étages (le monde olympique, les Jeux olympiques et l'esprit olympique).
Les expositions permanentes portent sur Pierre de Coubertin, les Jeux olympiques d'été et d'hiver ainsi que des collections philatéliques et numismatiques liées au Comité international olympique (CIO).

## Galerie

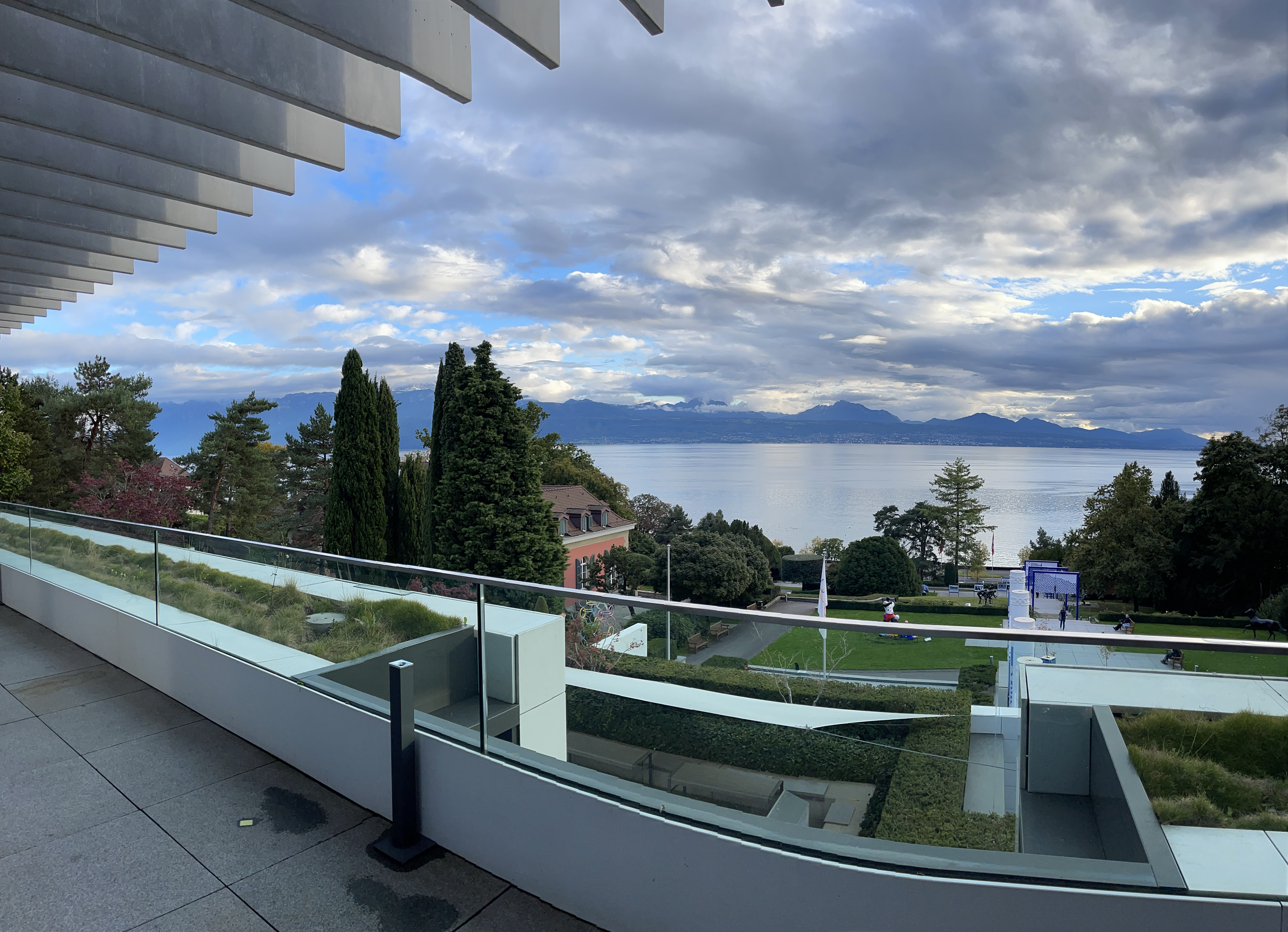
Vue sur le lac Léman depuis la salle des expositions
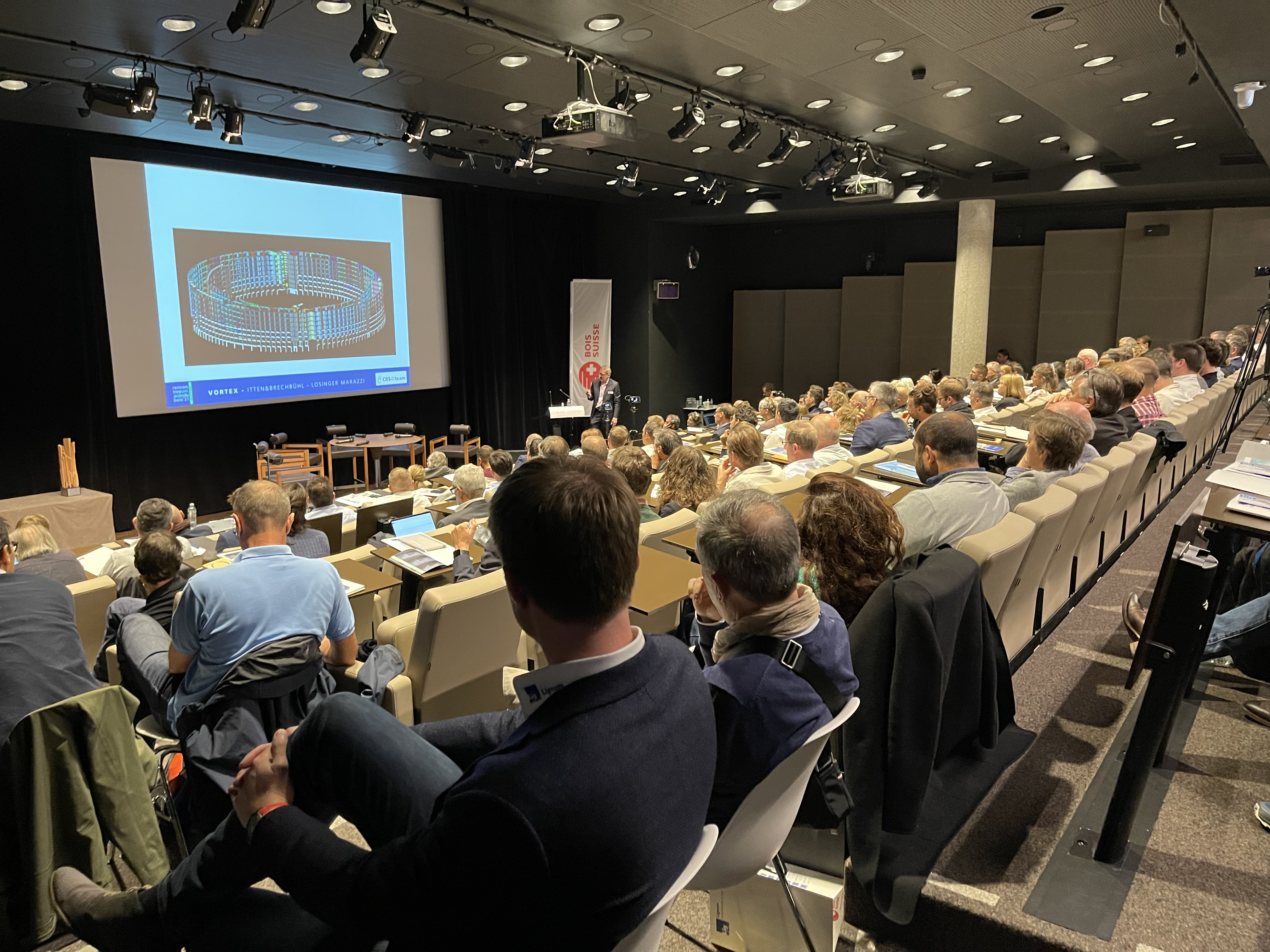
Vue de la salle de conférence
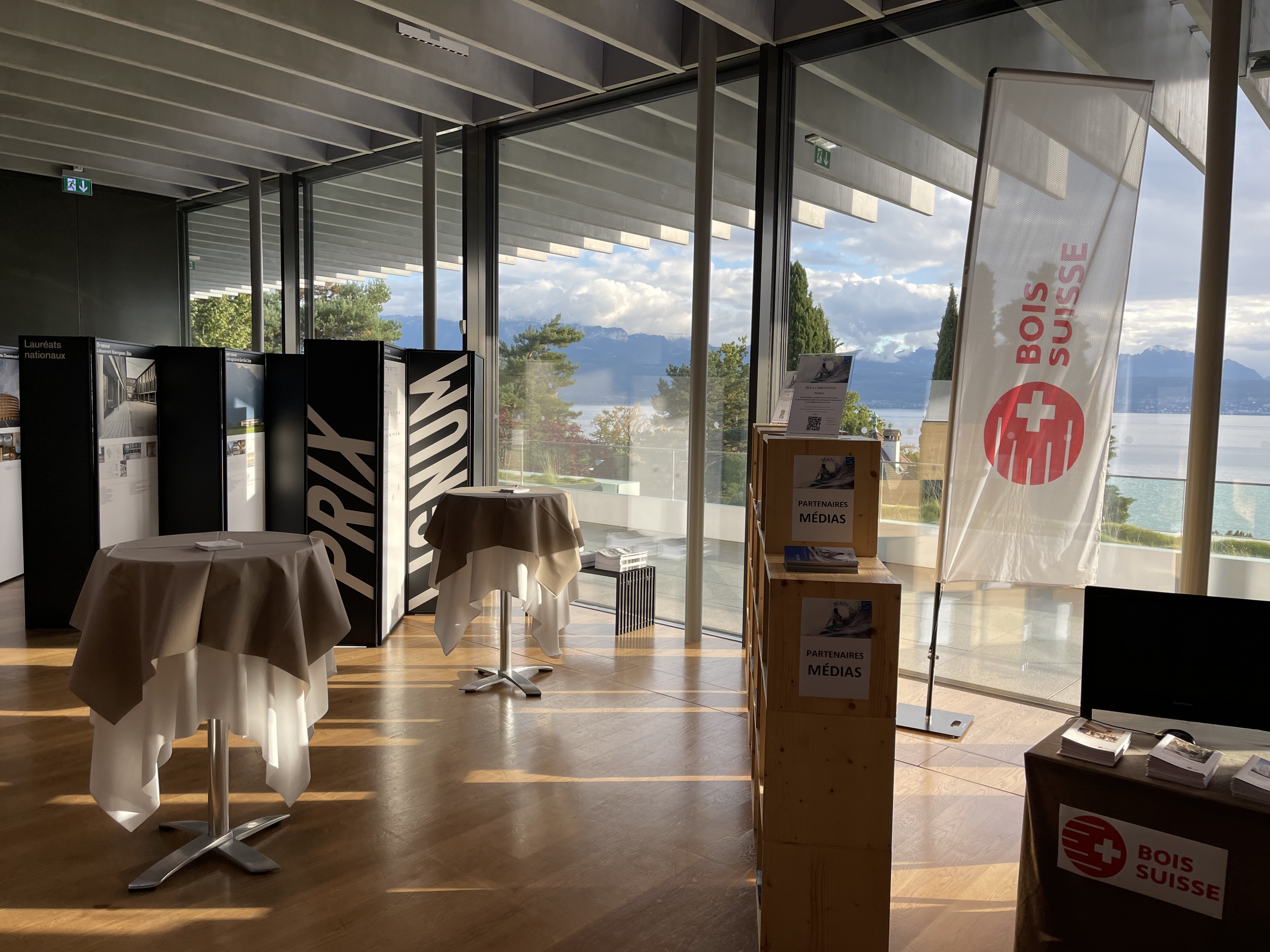
Vue de l'intérieur de la salle des expositions

### Expositions temporaires
Le musée olympique a présenté les expositions temporaires suivantes[réf. nécessaire] :
- exposition Turin 2006 ;
- aux racines du sport ;
- il était 30 fois Athletissima ;
- Il Vincitore, Angelo Titonel ;
- Fédération internationale de football association (FIFA) (1904-2004) ;
- destination Olympie ;
- Ottorino Mancioli ;
- performance et équilibre ;
- dans tous les sens du sport ;
- exposition photographique ;
- témoins ;
- Ella Maillart sportive ;
- poèmes de marbre ;
- les matériaux de l'exploit ;
- la mise en scène du corps sportif ;
- la Coupe de l'America ;
- Homo Ludens ;
- de sport en mode ;
- Barrigue et Burki ;
- la nation navajo ;
- jouer avec les couleurs ;
- Igor Mitoraj ;
- Iker Larrauri ;
- du guidon au manche à balai ;
- pour un certain idéal ;
- Tour de France ;
- Sydney 2000 au musée ;
- art & Sport 2000 ;
- Nag Arnoldi ;
- le vélo dans tous ses états ;
- Courir après le temps ;
- Jo : l'envers de l'écran
- Cap sur Rio ;
- Stades, d'hier à demain ;
- Déclic (s) : l'art de photographier le sport
- Parlez-vous PyeongChang ? Le Musée à l'heure coréenne[10].
- Olympic Language, un voyage à travers le look des Jeux[11].
- We are Olympians, and you ? [12].

## Centre de congrès
Le bâtiment du musée est également un centre de congrès qui propose un auditorium de 180 places assises et plusieurs salles de conférence pouvant accueillir des réceptions de 700 personnes ou des repas de 300 couverts.